# إلكه بودنبندر
إلكه بودنبندر (بالألمانية: Elke Büdenbender) هي قاضية ألمانية وزوجة رئيس ألمانيا الحالي فرانك-فالتر شتاينماير منذ عام 1995.